# Campeonato FIBA Américas de 2013 - Clasificación
La clasificación para el Campeonato FIBA Américas de 2013 en Caracas, Venezuela se llevó a cabo entre 2011 y 2012. Hubo varias fases de clasificación para las distintas zonas.

## Formato de clasificación
Cada subzona de la FIBA Américas tiene un número determinado de plazas. Para el Campeonato FIBA Américas 2013, la distribución de las plazas es:
| Zona                     | Plazas |
| ------------------------ | ------ |
| América del Norte        | 2      |
| América Central y Caribe | 4      |
| América del Sur          | 3      |
| País local               | 1      |
| Total                    | 10     |

### América del Norte
Para la zona de América del Norte, ya que sólo hay 2 equipos miembros (Canadá y Estados Unidos), y hay 2 plazas, esto significa que no habrá proceso de clasificación. Además, los Estados Unidos ganó la medalla de oro en los Juegos Olímpicos de Londres 2012 y por lo tanto se clasificaron automáticamente para la Campeonato Mundial de Baloncesto de 2014, permitiendo así que Canadá clasifique automáticamente. Esto significa que no tienen que participar en el Campeonato FIBA Américas. Por lo tanto queda una plaza adicional vacante, que fue reasignada a la zona de América del Sur. 

### América Central y el Caribe
Algunos equipos de las zonas de América Central y América del Caribe tuvieron que jugar un proceso de clasificación para el Centrobasket 2012. El torneo de clasificación fue el Campeonato CBC FIBA 2011 para los equipos del Caribe. Iba a llevarse el Campeonato FIBA COCABA donde se encontraba México y los equipos de América Central, pero no se llevó a cabo, y los equipos que iban a jugar se clasificaron automáticamente para el Centrobasket 2012.

### América del Sur
El Campeonato Suramericano de Baloncesto de 2012 determinó los equipos que se clasificaron para el Campeonato FIBA Américas 2013. Si bien fueron asignadas tres plazas, finalmente debió subir a cuatro, porque la zona de América del Norte dejó una plaza vacante por la baja de Estados Unidos. Los cuatro mejores equipos clasificaron al FIBA Américas, excluyendo a Venezuela como anfitrión. Esto eleva el número de equipos de América del Sur a cinco.

## Campeonato CBC FIBA 2011
El Campeonato CBC FIBA 2011 se celebró en Bahamas y sirve como clasificatorio para el Centrobasket 2012 para los equipos nacionales del Caribe. Clasificándose los tres primeros antelación al Centrobasket.

### Ronda preliminar

#### Grupo A
| Equipo                         | PJ | G | P | PF  | PC  | DIF  | Pts |
| ------------------------------ | -- | - | - | --- | --- | ---- | --- |
| Islas Vírgenes Estadounidenses | 3  | 3 | 0 | 281 | 185 | +96  | 6   |
| Jamaica                        | 3  | 2 | 1 | 228 | 207 | +21  | 5   |
| Antigua y Barbuda              | 3  | 1 | 2 | 227 | 227 | 0    | 4   |
| Guyana                         | 4  | 2 | 2 | 312 | 306 | -117 | 3   |

| 23 de julio de 2011 | Jamaica | 92–78 | Antigua y Barbuda |  |  |
|                     |         |       |                   |  |  |
|                     |         |       |                   |  |  |

| 23 de julio de 2011 | Antigua y Barbuda | 73–84 | Islas Vírgenes Estadounidenses |  |  |
|                     |                   |       |                                |  |  |
|                     |                   |       |                                |  |  |

| 24 de julio de 2011 | Guyana | 43–75 | Jamaica |  |  |
|                     |        |       |         |  |  |
|                     |        |       |         |  |  |

| 24 de julio de 2011 | Islas Vírgenes Estadounidenses | 111–52 | Guyana |  |  |
|                     |                                |        |        |  |  |
|                     |                                |        |        |  |  |

| 25 de julio de 2011 | Guyana | 51–76 | Antigua y Barbuda |  |  |
|                     |        |       |                   |  |  |
|                     |        |       |                   |  |  |

| 25 de julio de 2011 | Islas Vírgenes Estadounidenses | 86–61 | Jamaica |  |  |
|                     |                                |       |         |  |  |
|                     |                                |       |         |  |  |

#### Grupo B
| Equipo                       | PJ | G | P | PF  | PC  | DIF  | Pts |
| ---------------------------- | -- | - | - | --- | --- | ---- | --- |
| Bahamas                      | 4  | 4 | 0 | 355 | 201 | +154 | 8   |
| Islas Vírgenes Británicas    | 4  | 3 | 1 | 264 | 260 | +4   | 7   |
| Bermudas                     | 4  | 2 | 2 | 233 | 245 | -12  | 6   |
| San Vicente y las Granadinas | 4  | 1 | 3 | 249 | 322 | -73  | 5   |
| Islas Caimán                 | 4  | 0 | 4 | 213 | 286 | -73  | 4   |

| 23 de julio de 2011 | Bermudas | 75–56 | San Vicente y las Granadinas |  |  |
|                     |          |       |                              |  |  |
|                     |          |       |                              |  |  |

| 23 de julio de 2011 | Bahamas | 94–41 | Islas Caimán |  |  |
|                     |         |       |              |  |  |
|                     |         |       |              |  |  |

| 24 de julio de 2011 | Islas Caimán | 54–66 | Islas Vírgenes Británicas |  |  |
|                     |              |       |                           |  |  |
|                     |              |       |                           |  |  |

| 24 de julio de 2011 | Bermudas | 41–75 | Bahamas |  |  |
|                     |          |       |         |  |  |
|                     |          |       |         |  |  |

| 25 de julio de 2011 | Islas Vírgenes Británicas | 66–63 | Bermudas |  |  |
|                     |                           |       |          |  |  |
|                     |                           |       |          |  |  |

| 25 de julio de 2011 | Bahamas | 80–61 | San Vicente y las Granadinas |  |  |
|                     |         |       |                              |  |  |
|                     |         |       |                              |  |  |

| 26 de julio de 2011 | San Vicente y las Granadinas | 72–70 | Islas Caimán |  |  |
|                     |                              |       |              |  |  |
|                     |                              |       |              |  |  |

| 26 de julio de 2011 | Bahamas | 80–61 | Islas Vírgenes Británicas |  |  |
|                     |         |       |                           |  |  |
|                     |         |       |                           |  |  |

| 27 de julio de 2011 | Bermudas | 54–48 | Islas Caimán |  |  |
|                     |          |       |              |  |  |
|                     |          |       |              |  |  |

| 27 de julio de 2011 | Islas Vírgenes Británicas | 71–63 | San Vicente y las Granadinas |  |  |
|                     |                           |       |                              |  |  |
|                     |                           |       |                              |  |  |

### Partidos de reclasificación
|  | Reclasificación              | Reclasificación |    |                              | 5º puesto         | 5º puesto |  |
|  |                              |                 |    |                              |                   |           |  |
|  |                              |                 |    |                              |                   |           |  |
|  | 28 de julio                  |                 |    |                              |                   |           |  |
|  | Antigua y Barbuda            | 82              |    |                              |                   |           |  |
|  | San Vicente y las Granadinas | 66              |    |                              |                   |           |  |
|  |                              |                 |    |                              |                   |           |  |
|  |                              |                 |    |                              | 29 de julio       |           |  |
|  |                              |                 |    |                              | Antigua y Barbuda | 78        |  |
|  |                              | Bermudas        | 86 |                              |                   |           |  |
|  |                              |                 |    |                              |                   |           |  |
|  |                              |                 |    |                              |                   |           |  |
|  |                              |                 |    |                              | 7º puesto         |           |  |
|  | 28 de julio                  | 28 de julio     |    | 29 de julio                  | 29 de julio       |           |  |
|  | Bermudas                     | 68              |    | San Vicente y las Granadinas | 64                |           |  |
|  | Guyana                       | 58              |    |                              | Guyana            | 83        |  |

### Fase final
|  | Semifinales                    | Semifinales |    |                                     | Final                     | Final |  |
|  |                                |             |    |                                     |                           |       |  |
|  |                                |             |    |                                     |                           |       |  |
|  | 28 de julio                    |             |    |                                     |                           |       |  |
|  | Islas Vírgenes Estadounidenses | 79          |    |                                     |                           |       |  |
|  | Islas Vírgenes Británicas      | 73          |    |                                     |                           |       |  |
|  |                                |             |    |                                     |                           |       |  |
|  |                                |             |    |                                     | 29 de julio               |       |  |
|  |                                |             |    |                                     | Islas Vírgenes Británicas | 54    |  |
|  |                                | Jamaica     | 54 |                                     |                           |       |  |
|  |                                |             |    |                                     |                           |       |  |
|  |                                |             |    |                                     |                           |       |  |
|  |                                |             |    |                                     | Tercer lugar              |       |  |
|  | 28 de julio                    | 28 de julio |    | 29 de julio                         | 29 de julio               |       |  |
|  | Bahamas                        | 78          |    | Islas Vírgenes Estadounidenses (TE) | 91                        |       |  |
|  | Jamaica                        | 75          |    |                                     | Bahamas                   | 89    |  |

- TE = Tiempo extra

### Tabla final
Esta fue la tabla final del torneo. Los tres primeros clasificaron para el Centrobasket 2012.
| Posición          | Equipo                         |
| ----------------- | ------------------------------ |
| Medalla de oro    | Islas Vírgenes Estadounidenses |
| Medalla de plata  | Bahamas                        |
| Medalla de bronce | Jamaica                        |
| 4                 | Islas Vírgenes Británicas      |
| 5                 | Bermudas                       |
| 6                 | Antigua y Barbuda              |
| 7                 | Guyana                         |
| 8                 | San Vicente y las Granadinas   |
| 9                 | Islas Caimán                   |

## Centrobasket 2012

### Tabla final
| Posición          | Equipo                         |
| ----------------- | ------------------------------ |
| Medalla de oro    | República Dominicana           |
| Medalla de plata  | Puerto Rico                    |
| Medalla de bronce | Jamaica                        |
| 4                 | Panamá                         |
| 5                 | Bahamas                        |
| 6                 | México                         |
| 7                 | Islas Vírgenes Estadounidenses |
| 8                 | Cuba                           |
| 9                 | Costa Rica                     |
| 9                 | Nicaragua                      |

### Suspensión de Panamá
La FIBA suspendió a la Federación Panameña de Baloncesto debido a los "muchos problemas que Panamá ha experimentado durante varios años debido a los conflictos de intereses entre las dos directivas que se manifiestan tienen la misma autoridad", según lo anunciado por el Secretario General de la FIBA, Patrick Baumann. Esto significa que "los equipos nacionales y clubes y árbitros panameños, no puede participar en ninguna competición internacional, por tiempo indefinido."

## Campeonato Sudamericano de Baloncesto de 2012

### Tabla final
Esta es la clasificación final de los equipos participantes en el Campeonato Sudamericano 2012. Los tres primeros equipos excluyendo Venezuela clasifican al FIBA Américas 2013, pero debido a que Estados Unidos no participa del torneo, también se incluyó al torneo al cuarto mejor equipo excluyendo a Venezuela, teniendo en cuenta que Venezuela es el país local de dicho torneo y ya se encuentra clasificado.
| Posición          | Equipo           |
| ----------------- | ---------------- |
| Medalla de oro    | Argentina        |
| Medalla de plata  | Venezuela        |
| Medalla de bronce | Uruguay          |
| 4                 | Brasil           |
| 5                 | Paraguay         |
| 6                 | Chile            |
| 7                 | Bolivia Colombia |